# Lhünzê
| Tibetische Bezeichnung                    |
| ----------------------------------------- |
| Tibetische Schrift: ལྷུན་རྩེ་རྫོང               |
| Wylie-Transliteration: lhun rtse rdzong   |
| Offizielle Transkription der VRCh: Lhünzê |
| THDL-Transkription: Lhüntsé               |
| Andere Schreibweisen: Lhüntse, Lhuntse    |
| Chinesische Bezeichnung                   |
| Traditionell: 隆子縣                      |
| Vereinfacht: 隆子县                       |
| Pinyin:Lóngzǐ Xiàn                        |

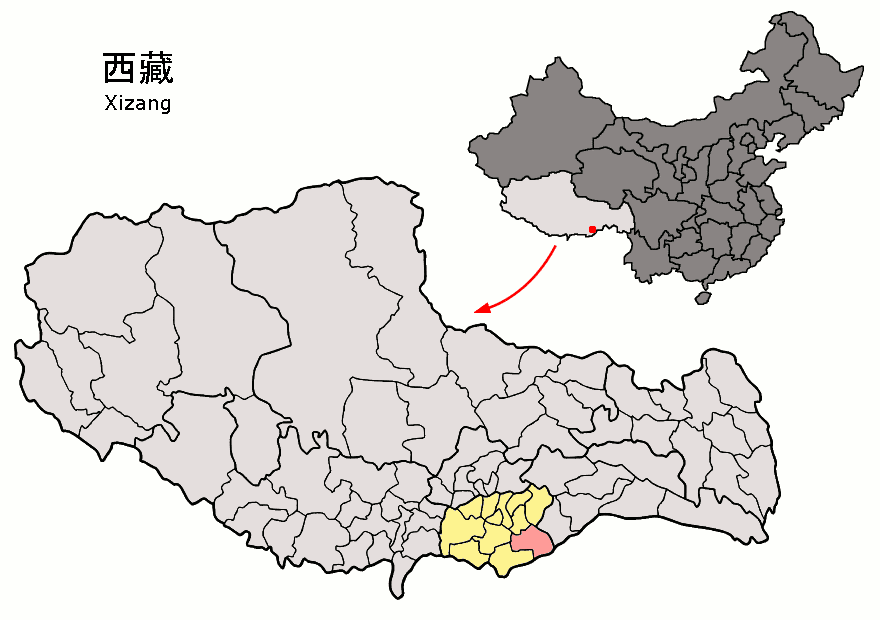
Lage des Kreises Lhünzê (rosa) im Bezirk Shannan (gelb) im Autonomen Gebiet Tibet

Lhünzê (Lhüntse) ist ein Kreis des Regierungsbezirks Shannan im Autonomen Gebiet Tibet der Volksrepublik China. Er hat eine Fläche von 6.923 Quadratkilometern und 33.570 Einwohner (Stand: Zensus 2020). Nach der Volkszählung von 1990 betrug die Einwohnerzahl 28.968, davon waren 28.776 Tibeter und 107 Han-Chinesen; die übrige Bevölkerung gehört vor allem zum Volk der Lhoba. (Volkszählung von 2000: 32.184 Einwohner).
Der Osten des Kreises Lhünzê wird von der chinesischen Regierung als Teil ihres Territoriums beansprucht, ist aber de facto unter der Kontrolle Indiens, wo dieses Gebiet zum Bundesstaat Arunachal Pradesh gezählt wird.
Im Kreis befindet sich das Ridang-Kloster.

## Administrative Gliederung
Auf Gemeindeebene setzt sich der Kreis aus zwei Großgemeinden, acht Gemeinden und einer Nationalitätengemeinde zusammen. Diese sind:
- Großgemeinde Lhünzê (隆子镇);
- Großgemeinde Ritang (日当镇);
- Gemeinde Nyaimai (列麦乡);
- Gemeinde Qayü (加玉乡);
- Gemeinde Rirong (热荣乡);
- Gemeinde Sangngagqoiling (三安曲林乡);
- Gemeinde Xoisar (雪沙乡);
- Gemeinde Yümai (玉麦乡);
- Gemeinde Zari (扎日乡);
- Gemeinde Zhoinba (准巴乡);
- Gemeinde Doyü der Lhoba (斗玉珞巴族乡).